# Peperomia asperula
Peperomia asperula Hutchison e Rauh, 1975 è una pianta succulenta della famiglia delle Piperaceae.

## Distribuzione e habitat
La specie è stata identificata negli anni settanta del Novecento in Perù, nelle valli di Otuzco e del fiume Saña.